# Уличкин, Валентин Иванович
Валентин Иванович Уличкин (15 ноября 1933, Болховский район — 12 апреля 2015, Мытищи) — передовик советского машиностроения, слесарь-сборщик Завода экспериментального машиностроения научно-производственного объединения «Энергия» Министерства общего машиностроения СССР, Московская область, полный кавалер Ордена Трудовой Славы (1990).

## Биография
Родился 15 ноября 1933 года в Болховском районе, ныне Орловской области. Окончил обучение в ремесленном училище в Калининской (ныне — Тверской) области, стал работать слесарем по ремонту промышленного оборудования на торфопредприятии, а затем трактористом. Прошёл срочную службу в Советской Армии.
После демобилизации из Вооруженных Сил трудоустроился слесарем-сборщиком Мытищинского завода «Счётчик» в городе Мытищи Московской области. С 1962 года работал слесарем-сборщиком экспериментального цеха Завода № 88, который позднее стал называться Заводом экспериментального машиностроения (ЗЭМ) научно-производственного объединения «Энергия» (ныне — Ракетно-космическая корпорация «Энергия» имени С. П. Королёва) в городе Калининград (с июля 1996 года — Королёв) Московской области. Со второй половины 1970-х годов, входил в группу работников по создании и проведении испытаний многоразовой космической системы «Энергия — Буран».
Указом Президиума Верховного Совета СССР от 25 апреля 1975 года был награждён орденом Трудовой Славы III степени.
Указом Президиума Верховного Совета СССР от 10 марта 1981 года был награждён орденом Трудовой Славы II степени.
Указом Президиума Верховного Совета СССР от 30 декабря 1990 года за заслуги в создании и проведении испытаний многоразовой космической системы «Энергия — Буран» был награждён орденом Трудовой Славы I степени. Стал полным кавалером Ордена Трудовой Славы.
Трудился в РКК «Энергия» до выхода на пенсию.
Проживал в Мытищах Московской области. Умер 12 апреля 2015 года. Похоронен на Волковском кладбище городского округа Мытищи.

## Награды и звания
- Орден Трудовой Славы — I степени (30.12.1990);
- Орден Трудовой Славы — II степени (10.03.1981);
- Орден Трудовой Славы — III степени (25.04.1975).